# 幸福

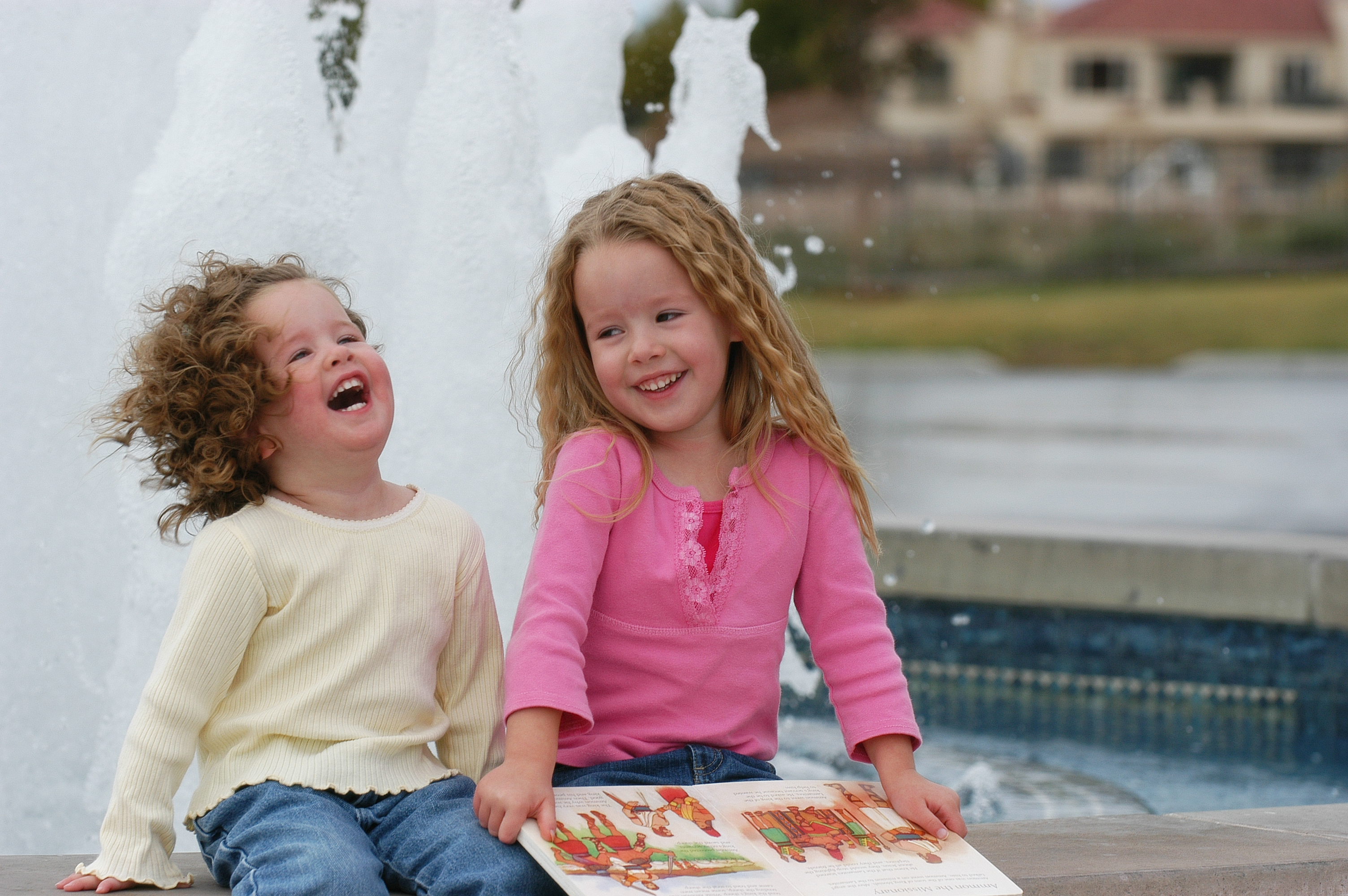
人在幸福时，会自然地展现出笑容。佛教有“和顔施”一说，指无论自身真实心态如何，将笑容展现给他人即是一种有功德的布施，亦会为自己带来幸福感

幸福是一种持续时间较长的心灵的满足。人类自古以来就对追求幸福的途径有着浓厚的兴趣。
研究幸福本身，及研究何种人生态度会带来幸福等等的学问，被称为“幸福学”（eudaemonics）。将幸福视为道德上的最高追求，并以能否带来幸福作为判断行为臧否之标准的思想，则被称为“幸福主义”。古典幸福主义的代表是亚里士多德，而功利主义则是近代哲学中追求幸福的典型。
自20世纪60年代以来，许多科学学科都进行着有关幸福的研究，如老人學、社会心理学、臨床研究、医学研究和快樂經濟學等。
此条目中列出哲學家、思想家、宗教家等提出的对幸福的看法及介绍最近统计调查和精神病调查与研究中的发现。

## 哲学、思想、宗教的观点

### 蘇格拉底
蘇格拉底认为，人類比起“死亡”，更應該重视和正确认识“好好死亡”这一概念。

### 亚里士多德

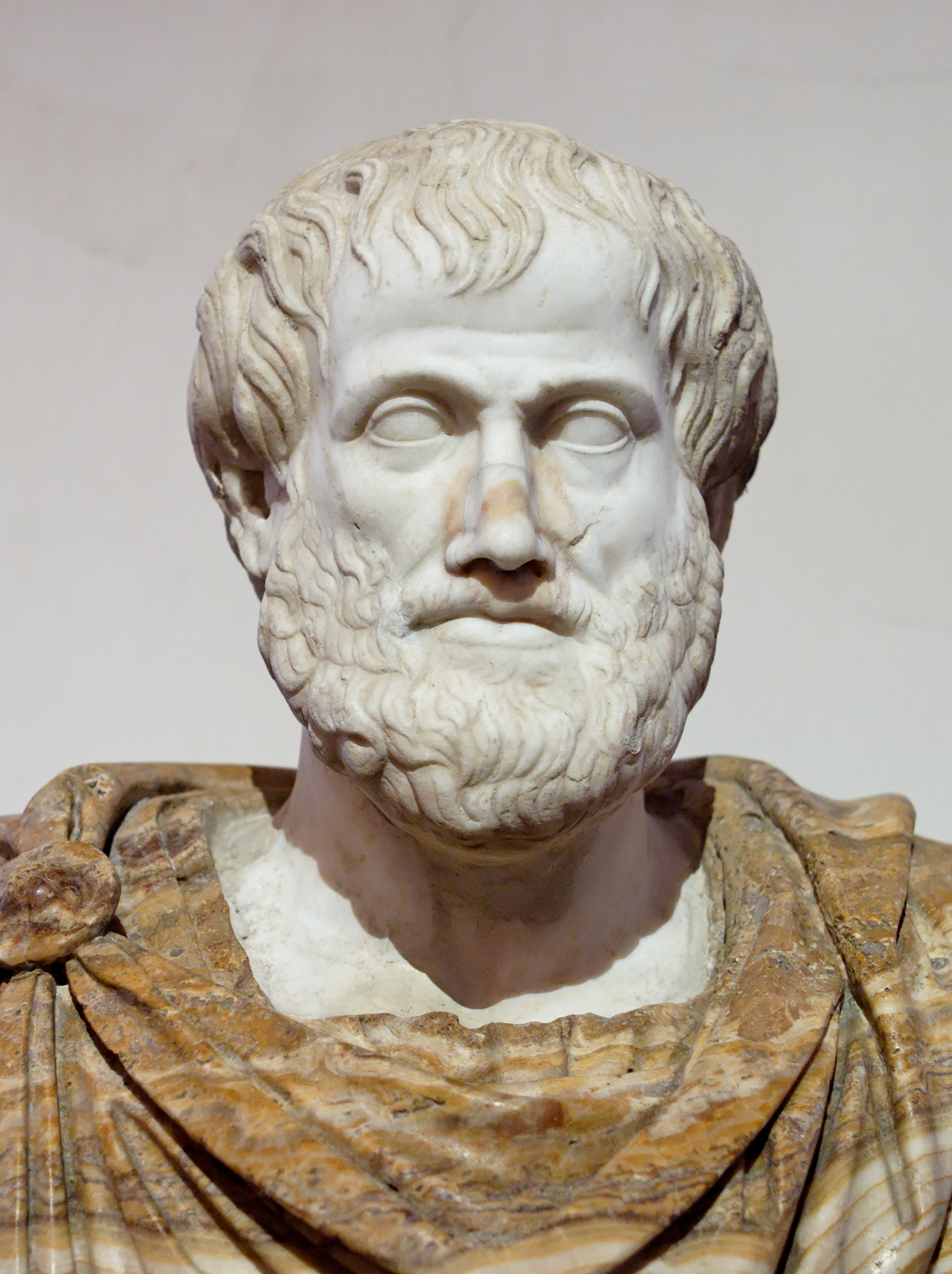
亚里士多德（前384－前322）

亚里士多德在其“尼各马可伦理学”中说，幸福是所有人所追求的目标；其特征便是幸福本身即为人的终极目标，也就是说幸福不会成为实现其他目标的手段。
换句话说，追求幸福的行为本身即是至善，是一种自足并且永远的状态。而相反，通过实际生活中具体生活活动所产生的快乐则是缺乏安定性和永久性的。这即是亚里士多德的幸福主義。
亚里士多德同时认为，幸福可以通过发展人类灵魂的固有形态的理性而实现，也可通过实践政治而来。

### 希腊化时期的论点
希臘化時代的哲学对幸福的定义分为了两大学派，即为斯多葛主義派和伊比鳩魯學派。
斯多葛學派认为幸福的理想须与贯穿宇宙全体的邏各斯融为一体、遵从理性控制自己的欲望，无论发生什么都不动摇的状态，即以无欲（Apatheia）为幸福。也有人认为斯多葛主義派将遵从理性陶冶美德的行为作为幸福，属于主知主義的立场的一种。
伊比鳩魯學派认同“幸福即是获得快乐的行为”等快乐主义。而伊比鳩魯自己也曾说过，现代人随心所欲的单纯地追求享乐地行为它是快乐主义的一种。伊比鳩魯将“感官的快乐”和“精神的快乐”分开考量。前者只是生物皆有的共通的反应、而人类或者贤者追求的幸福应当基于精神的快乐，即宁静。宁静，即为平静之心，不受任何苦痛和困惑影响的精神安定的状态。
在希腊化时期的幸福论的研究中，经常会对比这两种学说。一般将斯多葛主義称为“禁欲主義”，伊比鳩魯學派的学说称为“快乐主义”。然而，两学说在追求心灵的平稳、安定的方面上相当一致。“这两派双方都讲究要儘量地切断与外界的联系，并认为只在内心安定以及自足时才有追求并实现幸福的可能性”。将如何控制和面对欲望，以及幸福论，作为中心课题也是这两派学说的共同点。“在这一点中，两派学说与佛教中从苦难的源头——‘执著心（渴望）’中解脱出来，追求并领悟涅槃寂静之心境的想法相一致”。

### 法华经
法华经第二章“方便品”曰：“多所饒益安樂眾生”，被解为“为了全世界所有人的幸福与安乐而讲说法华经”。
换句话说，法华经认为众生的成佛和度化即是佛出现在这世间的终极目的。同时于法华经第十五章中讲到释迦牟尼在说法时大地开裂，从裂缝中涌出无数的菩萨（即地涌菩萨）的场景。尽管这些菩萨据说是在释迦牟尼涅槃之后于末法之世护卫佛法，传播佛说之用，亦有人认为而这个场景只是利用了类似歌剧一样的描写手法，而这些地涌菩萨即是普通人转变，从大众中脱颖而出，也给其他人带来幸福。

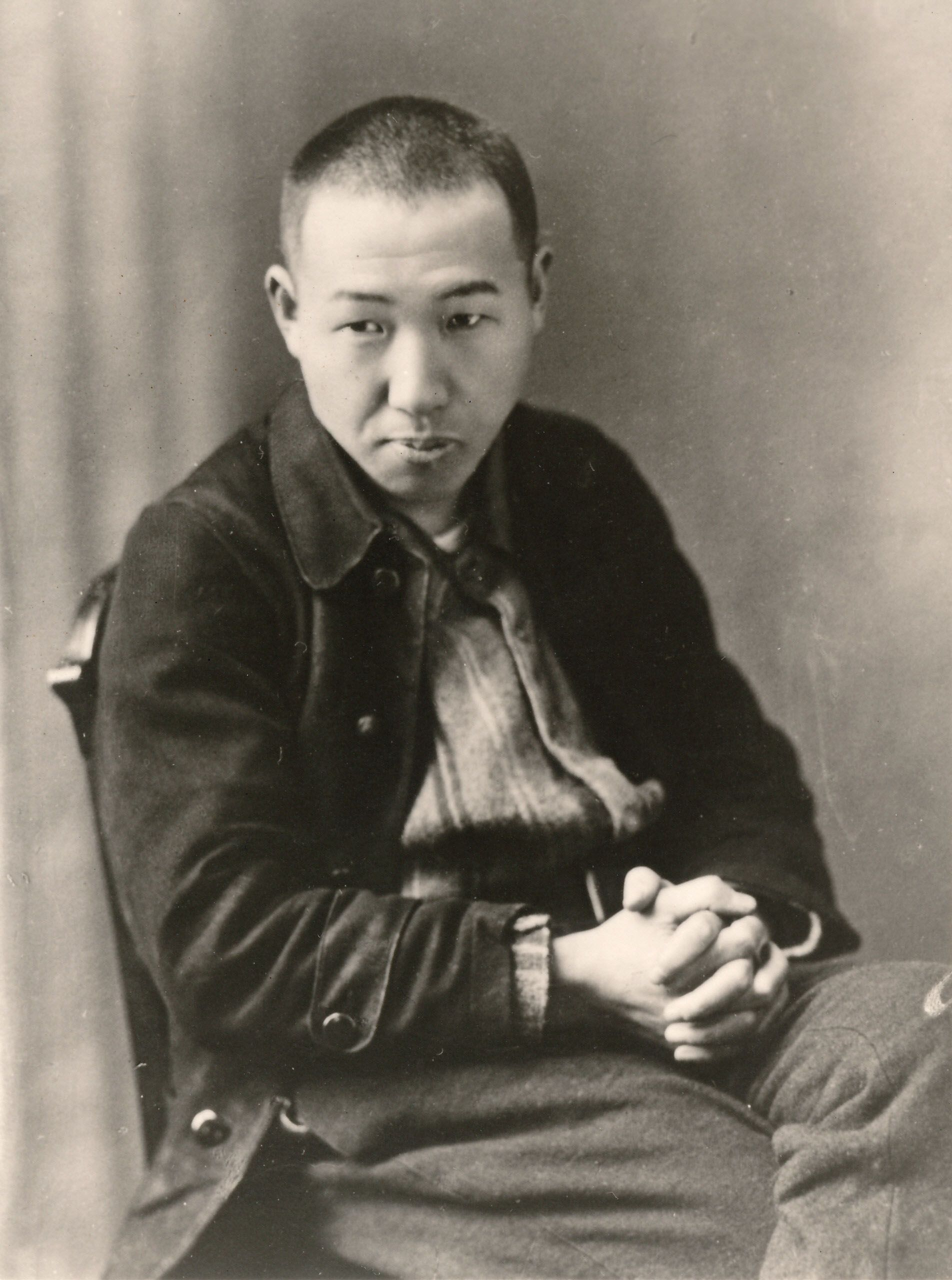
宫泽贤治（1896－1933）

宮澤賢治通过研习法华经，得出了“在全世界都变得幸福之前，个人的幸福无法实现”（《農民艺术概論綱要》序論语）的结论。

### 中国等国的故事与格言
在中国，也有以幸福为主题的故事或格言。
在中国古代，公元前2世纪的时候，《淮南子·人间训》上记录着“人间万事塞翁失马”的社会训言，（元朝僧人晦机元熙所写的漢詩「人間萬事塞翁馬 推枕軒中聽雨眠……」的由来）也被称为「塞翁失马」。
“塞翁失马”的简介
有一位老人与儿子生活在边塞附近。一天他们家的马突然跑离家中，周围的邻居都为老翁家丢了一匹马而感到惋惜。但老翁却说：这或许也是一种福气。不久后，这匹马却带着一匹骏马回家了。邻居们纷纷前去祝贺。这时老翁又说：这或许是一种祸害。一天老翁的儿子骑在这匹骏马上，不小心摔了下来，摔断了腿。邻居们又过来安慰他，他又说：这或许也是一种福气。之后边塞突发战争，周围的青壮年都被拉去做了壮丁，大多数都战死沙场。但是因为老翁的儿子摔断了腿，没去参加战争，得以保全性命。

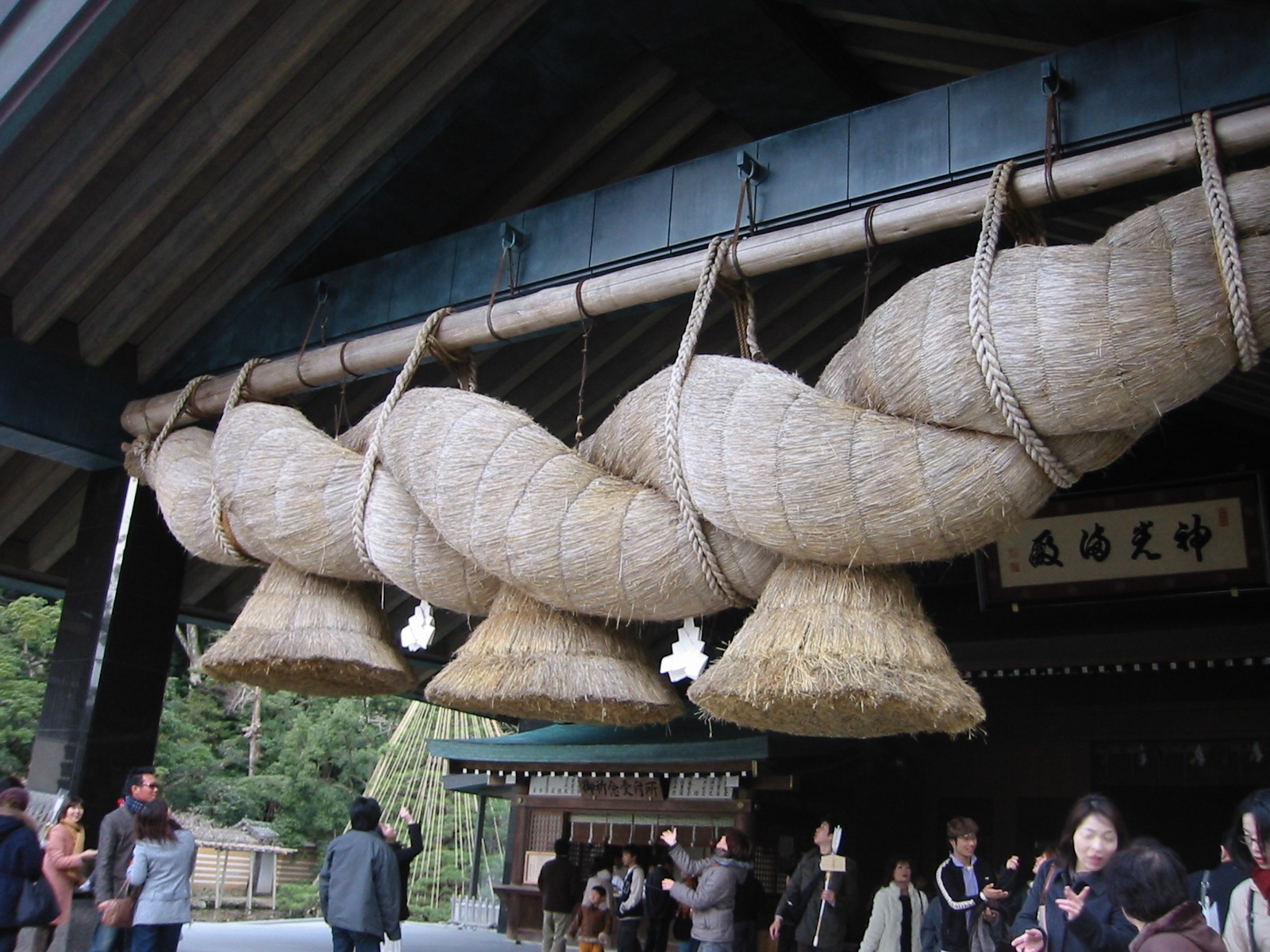
交错的绳

“塞翁失马”即“祸福相依”（意思是：人的幸福与不幸福都是相交错的，就像交错的绳子。不会只出现其中的一种情况。）还有许多类似的故事、传说和成语，如：
《晋書·劉毅传》（7世纪）中有句格言「丈夫盖棺事方定」是指：在某个时刻幸福与某个时刻的不幸都只是暂时的，不确定的。只有当落下人生帷幕之后才能判断其是否幸福。
例如：一个人为了将来能够从事自己从小憧憬的职业，而无视其是否真的适合自己，只顾着朝这个方向前进。如果中途遇阻而放弃，这对于当事人来说，是巨大的不幸。然而换一个视角，从结果论上来看，这件事又显得不同。如果这个人在仍来得及选择其他职业的时期，成功从事了他憧憬却不适合的职业，那么虽然当下此人会感到幸福，但实际上却是在越陷越深，最终滑向不幸。
日本落語：“人类的价值和烟草的味道，只有成了灰才能知晓”，意思类同不吸食不知成色几何的烟草一般，在人入棺之前，评判其价值是为时尚早。
在《蝴蝶效應 (電影)》即將結束前
出現了一句話：
只有犠牲才能取得幸福，就像父母為我們所做的。
（英語：Happiness can only be achieved through sacrifice,
like the sacrifices our parents have made for us.）
- 《列夫·托爾斯泰》《復活 (小說)》[8]

幸福就在於為別人而活

### 基督教

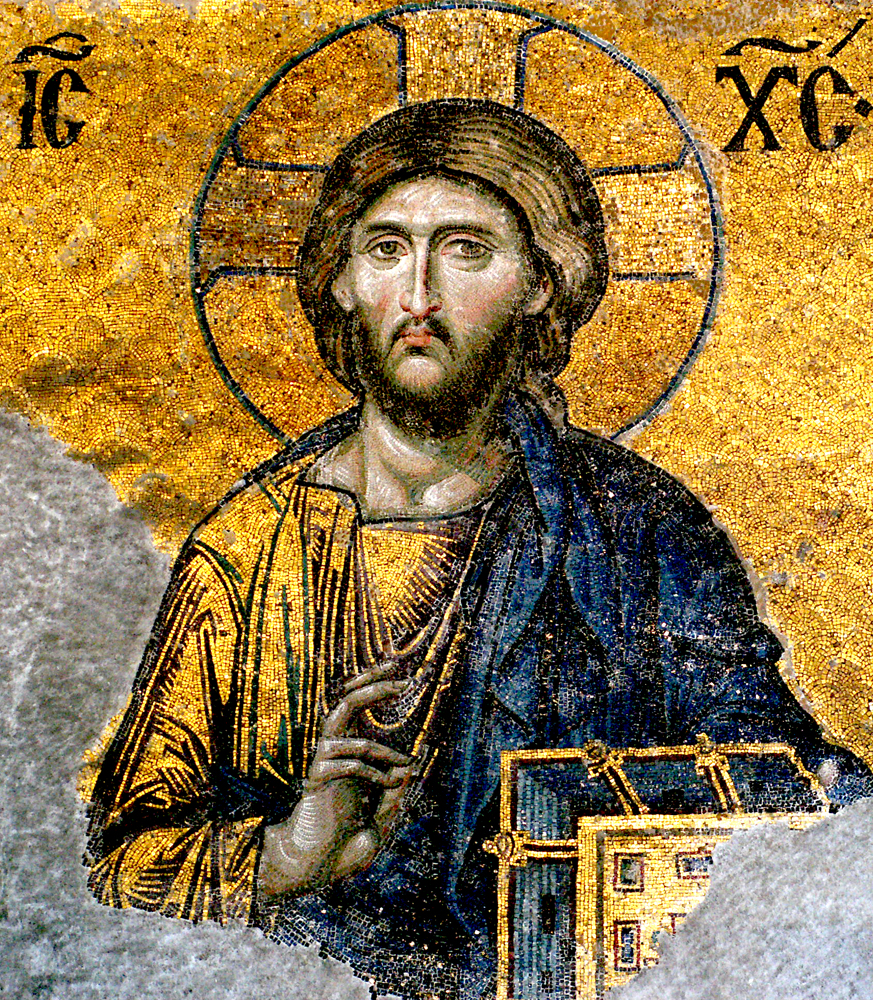
耶稣·基督（前4?－30?）

基督教认为，个人在人间的努力无法带来真正的幸福，真正的福分是神自己。
「你把生命之路指示我， 你右手有永遠的福樂， 我在你面前充滿喜樂。」
‭‭詩篇‬ ‭16:11‬ ‭CCB‬‬

### 布莱兹·帕斯卡
布莱兹·帕斯卡的《思想录》中也提到了幸福。

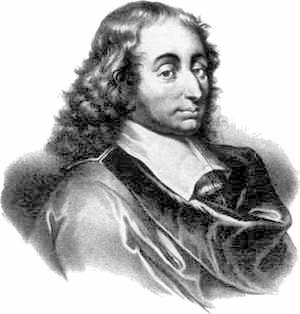
布莱兹·帕斯卡（1623－1662）

所有人都想变得幸福，无一例外.....这即是各色人等的各色行为的动机，连想要上吊的人也包括在内。（《思想录》:425）

只要人还陷在追求幸福的状态中，就无法变得幸福。（《思想录》:172）

当代法国一位代表性的道德家安德烈·孔特-斯蓬维尔做出了如下解释：“认可存在之物，意识可为之事，热爱所成之果”。

### 亚当·斯密

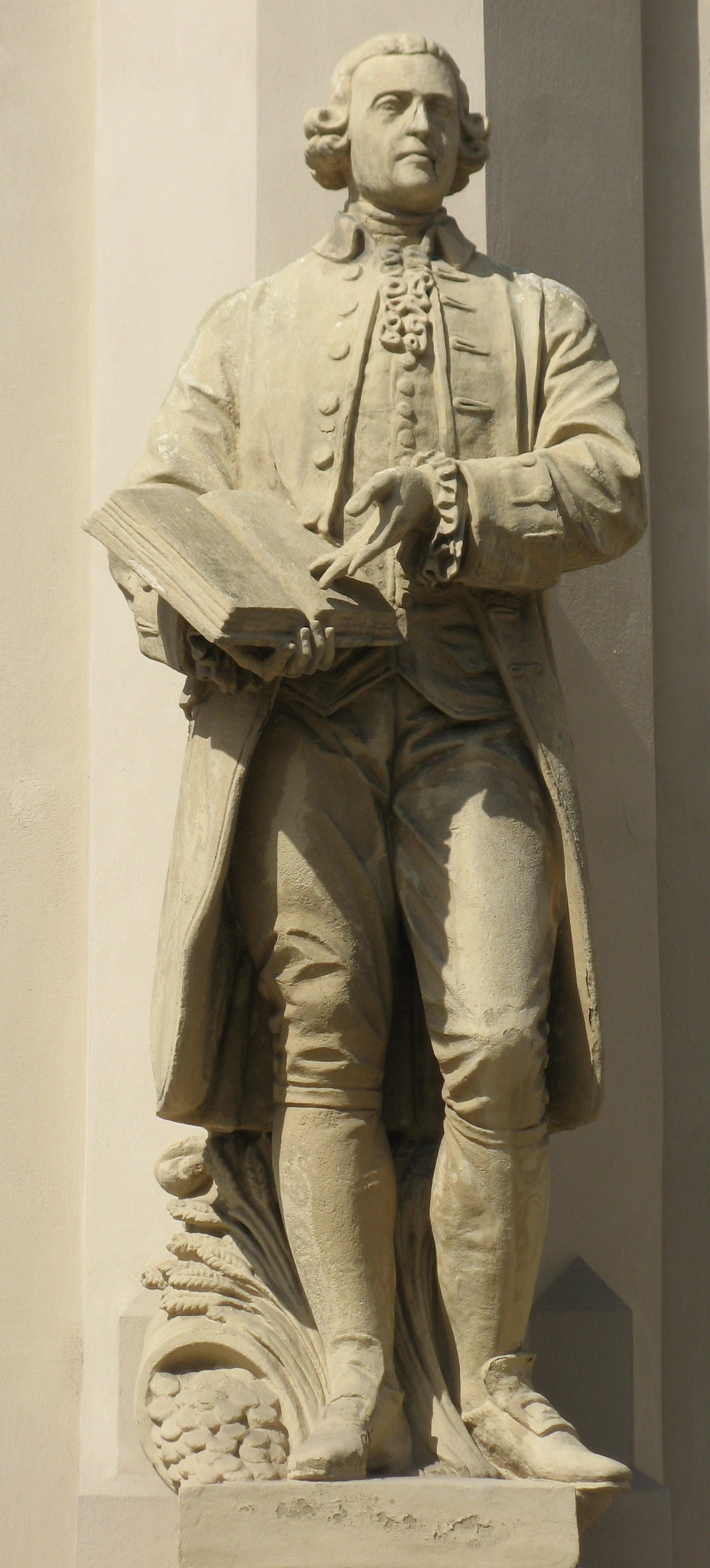
亚当·斯密（1723－1790）

亚当·斯密于其《道德感情论》中阐述“幸福，即是平静与享乐。然而，在没有平静的情况下，享乐是不可能的；在完全平静的时候，则是无论发生什么事情都能够与其为乐”。“对于身体健康，没有债务，未有违背良心行事之人，我们又能为其增加什么呢？”。然而“尽管为（这种状态）能够增添的东西少之又少，能从其中夺取的东西就太多了。这种状态与人类繁荣的最高潮之间的距离并不显著，然而却与悲惨的深渊之间有无限大的距离”。“贫困之人会因为自己的贫困而羞耻。对于他们来说，贫困是将其剥离于人类这个种族的视线之外的状态，或者说，无论他人对贫困之人抱有多大的关心，对于自己所受的贫困之苦，他人很少能够与其有着同感。他们（贫困之人）会因为这两个理由（贫困以及被社会无视）感到懊恼。尽管被社会忽视和被社会否定是完全不同的两个概念，但是被无视却几乎等同于处于‘名誉’以及‘被社会直视’的太阳光照不到的地方。而如果人类感到自己完全不被这个社会所重视的话，则必然会将人类本性中的最希求的希望折断，将最热心的欲求失去”。
“即使我们假设人类的本性是有多么的利己，很明显，在人类的本性中有着其他的原理，这原理会使人类对他人的幸福与否抱有关心--即使从他人的幸福中除了看到他人幸福时的欢喜以外什么也得不到--我们自身也会感到这是对自己有必要的事情。”“我们人类，有时即使是想象他人的悲伤与不幸也会让自己感到悲伤的事情是存在的，明确的，根本没有必要证明的事情”。这种由共感和同情带来的对幸福的追求演化成了亚当·斯密的“富国论”中重要的命题之一：“如果社会成员中压倒性的大部分都因为贫困而饱受挫折，那么这个社会不可能是繁荣的幸福的社会”。

### 英国的功利主义
进入近代，随着不属于基督教的世俗价值观的出现，在英国，“感性的愉悦所带来的满足感就是幸福”的观念开始萌芽，这种观念后来形成了功利主義。

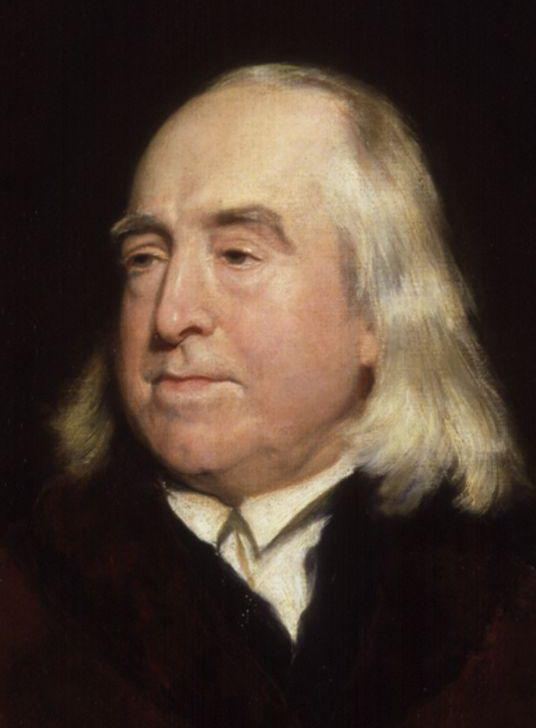
杰里米·边沁（1748－1832）

边沁采用享乐主义学说，认为个人的幸福是处在得到愉悦、缺少痛苦的状态，个人善良的总和就是最大的幸福，「最大多数人之最大幸福」的实现是社会行为的基础。
但是，密尔认为有必要修改这种思维方式。密尔认为愉快和痛苦之间存在个体差异，并且为快乐计算引入了定性观点。密尔另有「做一个消瘦的苏格拉底，比做一只肥硕的猪好」的名言。

### 马斯洛
把人类的“欲求”作为研究重点的社会心理学家亚伯拉罕·马斯洛（1908－1970）的解释为：人的欲望的一个阶段一旦被达成，他/她就会把更高层次的欲望作为下一步实现的标准，所以“绝对的幸福是不存在的”。

### 维克多·弗兰克的思想
维克多·弗兰克把人类能实现的价值分为三类。
- 创造价值：创造出善和美。
- 体验价值：享受善和美。
- 态度价值：拥有不失尊严的处世态度。

维克多·弗兰克在其书中认为，实现创造价值与体验价值能够使人处于幸福的状态，但态度价值有所不同：这是一种在困苦悲惨的环境中亦能实现的价值，无论一个人身处何种环境，仍能通过坚持不失尊严的处世态度而获得幸福感。维克多·弗兰克亲眼目睹了人们在奥斯维辛集中营那般极端残酷高压的环境下反映出的种种处世态度，亦见证了其中一些人在集中营中仍然坚持不失尊严地生存下去，由是产生了前述的思想。

### 新宫秀夫的解释
京都大學教授新宮秀夫认为，幸福并不从安心、富足、满足感本身而来，而是来自追求或维持这些要素时所产生的紧张感。他按照复杂程度将幸福分为了四个阶段，排列如下；阶段更高并不意味着相应的幸福就比阶段更低的幸福更高级，而是表明它是以对更低阶段的幸福的思考为基础而来。
- 第一阶段：通过财富、名誉、爱情、运动、餐饮等得到快乐从而感到幸福。
- 第二阶段：通过让自己获得的快乐一直持续而感到幸福。
- 第三阶段：在克服悲伤和痛苦的过程中感到幸福。
- 第四阶段：在无法克服的痛苦中感到幸福。

### 其他关于幸福论的主要著作
- 愛比克泰德《语录》　主张明辨自我所能及与不能及，秉持一种克制自我的生活。
- 巴魯赫·斯賓諾莎《伦理学》　主张从永恒的角度去看事物，是通往幸福（对上帝智慧的爱）的道路。
- 阿图尔·叔本华《关于幸福》　主张不要被周围的环境所左右，要无视所有眼前看到的东西，这样才能使心情平静。世俗幸福的来源大致分为：人们的生活状况、人们所拥有的东西、给他人留下的印象、最重要的是人们的生活方式。《作为意志和表象的世界》第四篇：在达成自我认识时，生命意志的肯定和否定。主张否定将自我与他人区分开的意图。
- 埃米尔-奥古斯特·沙尔捷《幸福论》　主张通过拥有健全的身体来保有内心的平静。对所有不幸与无趣的事物都要保持一个良好的心态。同时也解释了社会礼节的重要性。

人类只有通过意愿和想象才能感到幸福。
- 伯特兰·罗素《幸福论》　把注意力转移到感兴趣的地方，以积极心态生活。嫉妒使人感到不幸福，所以请不要与他人攀比。

真正的幸福源自对自我能力的充分发挥，以及对这个世界的充分掌握。。
- 卡尔·希尔蒂（英语：Carl Hilty）《幸福论》　认为与神同在才有永远的幸福。

幸福的第一个不可或缺的条件就是对世界伦理秩序的正确信仰。
人生的幸福，并不是因为困难少或者完全没有困难，而是将它们全部出色地克服。。
- 福田恒存（日语：福田恆存）《我的幸福论》　看破不公正的世界的现实，将弱点明确视为弱点，并不被其束缚的活着（才能得到幸福）。为了得到想要的东西而去战斗，即使失败也不会后悔。
- 莫里斯·梅特林克《青鸟》　贴贴尔和弥贴尔兄妹在梦中于过去和未来之国寻找幸福的象征—青鸟，结果最后却发现青鸟就在离自己最近的地方的鸟笼里面。

什么呀，那个一定是我们一直在寻找的青鸟啊。我们到了很远的地方去寻找，却没发现它就一直在这里呆着。。
- 《列夫·托爾斯泰》《復活 (小說)》[16]

藉由主角聶赫留朵夫說，他不僅領悟和相信人們履行這些戒律就能得到至高無上的幸福，他還領悟和相信人人只要履行這些戒律就行了，不必再做別的，人生唯一合理的意義就在於此。
那些戒律共有5條。
(第1條戒律《馬太福音》5章21～26節)就是人不僅不可殺人，而且不可對弟兄動怒，不可輕視別人，罵人家是拉加。倘若同人家發生爭吵，就應該在向上帝奉獻禮物以前，也就是禱告以前同他和好。
(第2條戒律《馬太福音》5章27～32節)就是人不僅不可姦淫，而且不可貪戀女色。一旦同一個婦女結成夫婦，就要對她永不變心。
(第3條戒律《馬太福音》5章33～37節)人在允諾什麼的時候不可起誓。
(第4條戒律《馬太福音》5章38～42節)就是人不僅不可以眼還眼，而且當有人打你的右臉時，連左臉也轉過來由他打。要寬恕別人對你的欺侮，溫順地加以忍受。不論人家求你什麼，都不可拒絕。
(第5條戒律《馬太福音》5章43～48節)就是人不僅不可恨仇敵，打仇敵，而且要愛仇敵，幫助仇敵，為仇敵效勞。

### 近年来的各种见解
若将幸福解读为“欲求的满足”，则虽然在欲望得到实现时，人的状态确实会变得比之前幸福些，但又往往因为无法看清此欲望到底为何物，欲望所指到底为何物而被焦躁吞没，沦为欲望的奴隶，在无法永远满足的无限膨胀的欲望的阴影下深受折磨和痛苦。
如《论语·述而》所云，“饭疏食饮水，曲肱而枕之，乐亦在其中矣”，快乐和幸福不仅是一种主观感受，更是一种可以通过主动地确立自我的心境而获得的结果，而不受环境的约束。

## 统计、精神医学的调查和研究
1980年代以来，关于幸福感的心理学和精神医学研究越来越受欢迎。
据迈尔斯等人1996年对世界各地110万人的数据进行研究，2成的人回答“非常幸福”，约有7成的人回答“相当幸福”或“不止于此”。
在富裕程度较高的发达国家，个人经济财富与幸福之间没有联系。
从统计学上讲, 婚姻状况（未婚/已婚/离婚的差异）和信仰（注：这里所说的“信仰”主要是指宗教信仰）对幸福感有很大影响。在以世界14个国家的16万人为对象的国际研究中，信仰强烈、经常参加礼拜和仪式的人回答幸福的比例比较高。
各种统计数据显示，决定幸福感的基线不是环境的客观条件，而是个体的内部特征（「信仰」与「思维方式」等）。
另外，拥有幸福感的人有4种共通的特征，分别是　①喜欢自己；②拥有自己的主见；③樂觀主義；④外向，或被人认为外向。
此外, 当人们积极参与有价值的活动并朝着目标前进的时候, 他们会感到更多的幸福。

### 感謝介入法与親切介入法
感謝介入法
将被试分为三组，要求各组分别记录不同主题的事情：
- 第一组记录“一周内感谢过的事情”。
- 第二组记录“觉得麻烦的事情”。
- 第三组记录“发生的事情”。

九周后，调查三组被试的幸福感，发现第一组的幸福感最高，且比起另外两组，身体也更为健康。　
親切介入法
将被试分為两组，要求两组分别完成指定的任务：
- 第一组被试被要求“关照、帮助他人”，并将此事记录下来。
- 第二组被试没有被要求“关照、帮助他人”。

这称为親切介入法。
一个月后，调查两组被试的幸福感，发现第一组的幸福感更高。
古往今来，诸多宗教、经典皆教导人们要时常感谢他人，要常常帮助他人。虽然其中道理看似简单浅显，但通过上述的科学实验可以得知，感谢他人、帮助他人不仅能为他人带来幸福，也会直接地提升当事人自身的幸福感。

## 幸福与法律
幸福亦是法律的议题之一。人类最基本的权利便包括了“追求幸福的权利”，即指在法律上，所有人都平等地享有追求幸福的权利。只要一个人未有侵害他人的基本人权，国家权力不得妨害个人追求幸福的权利。

## 国民幸福总值 （GNH）
国民幸福总值（GNH, Gross National Happiness）是最早推进不丹民主化进程的前国王提出的，以国民的幸福作为政治目标，为了使政策判断在现实中发挥作用，把幸福的量设定成的具体数字、指标。
GNH出现的背景是，一些国家视作衡量发展水平标杆的GDP非但没有促进人们的幸福，反而促使一些政府为了追求GDP而设立种种给民众带来不便、痛苦的政策。
国民幸福总值这个概念在世界各国产生了反响，近年在日本的政党和政府内也出现了相关的主张，认为应采用能够反映国民幸福感的指标来衡量、评价国家推行的政策。

## 相关書籍
- 卡尔·希尔蒂（英语：Carl Hilty）《幸福论》，岩波书店，ISBN 4003363833
- 埃米尔-奥古斯特·沙尔捷《幸福论》，集英社1993，ISBN 4087520374
- 伯特兰·罗素《幸福论》，岩波书店，ISBN 4003364937
- 神谷美恵子《关于生存的意义》，みすず書房2004，ISBN 4622081814
- 飯田史彦《生存意义的本质——我们为什么活着》，PHP研究所2001，ISBN 4569575943
- 渡边二郎《人生的哲学》，放送大学出版協会
- 中島義道《不幸论》，PHP新書

## 相关条目

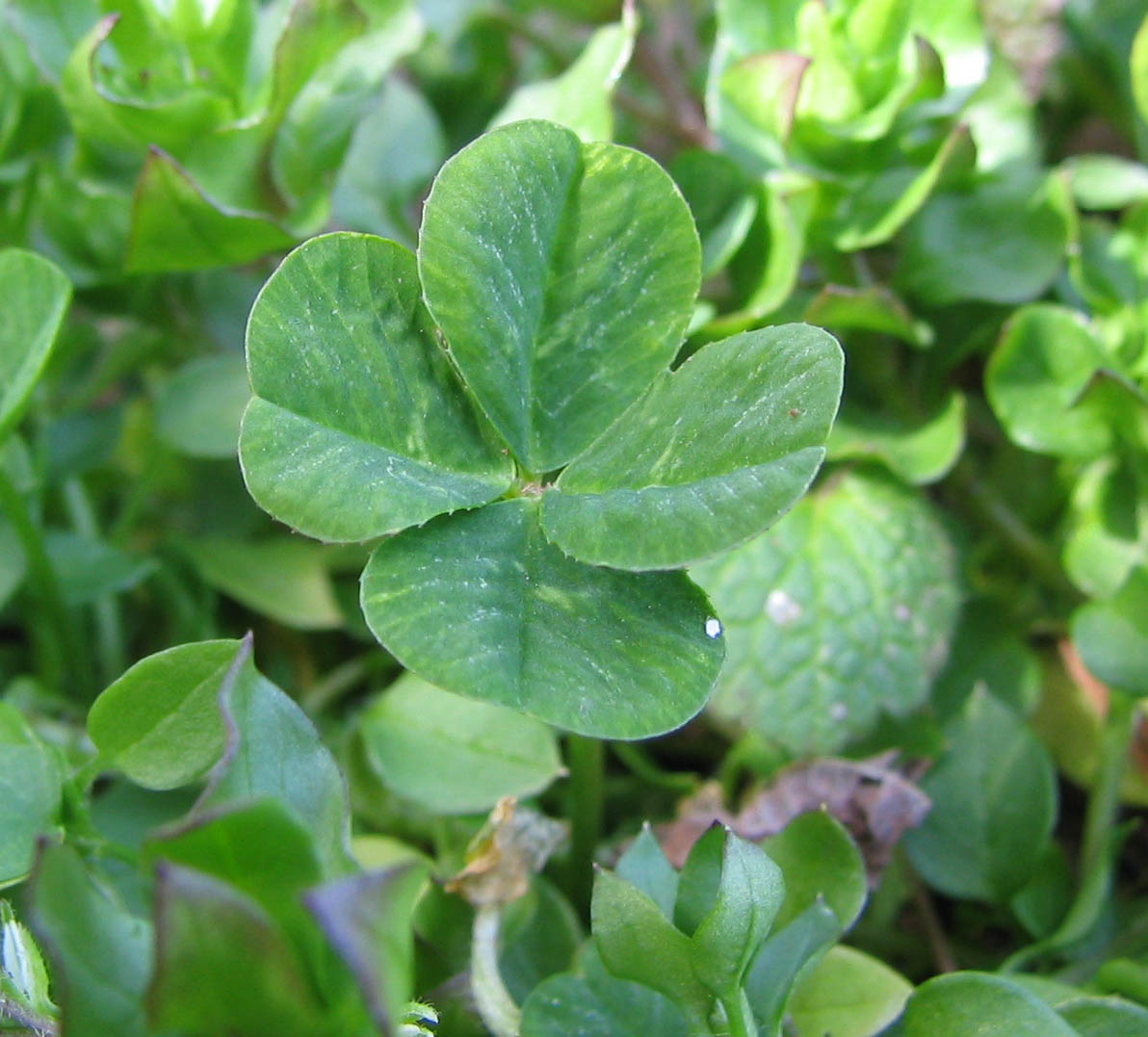
传说见到四叶草就会变幸福。